# Materia di quark
Con materia di quark ci si riferisce ad un certo numero di stati (di cui alcuni teorici) della materia, che la vedono costituita da quark e gluoni. Questi costituenti sono i responsabili del trasporto della carica di colore ed interagiscono secondo la cromodinamica quantistica (QCD). La scala di  energie alla quale operano i processi tipici di queste teorie, ΛQCD, è dell'ordine di poche centinaia di MeV. Si indicano come bassa temperatura o basso potenziale chimico quelli corrispondenti a energie inferiori a questa. 
La materia calda di quark chiamata plasma di quark e gluoni si crede che abbia riempito l'universo fino a circa 20 o 30 microsecondi dopo il big bang. Si pensa attualmente che alcuni stati più freddi come la materia strana e i superconduttori di colore costituiscano le stelle dense quali le stelle di neutroni. Lo stato normale della materia di quark è quello che vediamo ovunque intorno a noi. In questo stato i quark sono confinati all'interno degli adroni, insieme ad un antiquark a costituire un mesone oppure con altri due quark a formare un barione.